# The Bait (1921)
The Bait is een Amerikaanse misdaadfilm uit 1921 onder regie van Maurice Tourneur. Destijds werd de film in Nederland uitgebracht onder de titel Het lokaas. De film is wellicht zoekgeraakt.

## Verhaal
De crimineel Bennett Barton laat de verkoopster Joan Granger opdraaien voor een misdaad en doet zich vervolgens voor als haar redder in nood. Ze beschouwt Bennett nu als haar beschermer en reist met hem mee naar Parijs. Daar leert ze de miljonair John Warren kennen. Het begint haar te dagen dat Bennett haar gebruikt als lokaas om het geld van Warren te stelen. 

## Rolverdeling
| Acteur           | Personage      |
| ---------------- | -------------- |
| Hope Hampton     | Joan Granger   |
| Harry Woodward   | John Warren    |
| Jack McDonald    | Bennett Barton |
| James Gordon     | John Garson    |
| Rae Ebberly      | Dolly          |
| Joseph Singleton | Simpson        |
| Poupée Andriot   | Madeline       |
| Dan Crimmins     | Jimmy          |